# Google神經機器翻譯系統
Google神經機器翻譯系統（英語：Google Neural Machine Translation，简写：GNMT），是Google開發的神經機器翻譯（NMT）系統，於2016年11月推出，它使用人工神经网络來提高Google翻譯的流暢度和準確性。Google神經機器翻譯系統通過應用基於實例的（EBMT）機器翻譯方法來改進翻譯品質，系統會從數百萬個示例中學習。翻譯系統提出的系統學習架構首先通過Google翻譯支持的一百多種語言進行了測試。隨著大型端到端框架的发展，系統會隨著時間的推移學習，做出更好，更自然的翻譯。GNMT能夠一次翻譯整句句子，而不是逐字翻譯。

## 历史
谷歌大脑項目於2011年由Google研究員傑夫·迪恩，格雷戈·科拉多和斯坦福大學計算機科學教授吴恩达在Google X秘密實驗室成立。吴恩达的工作令Google和史丹佛大學取得了突破。
2016年9月，Google研究團隊宣布開發Google神經機器翻譯系統，同年11月，Google翻譯停止使用其自2007年10月以來一直使用的專有统计机器翻译（SMT）技術，開始使用神經機器翻譯（NMT）。
Google翻譯的NMT系統使用了一種能夠深度学习的大型人造神經網絡。GNMT使用通過使用數百萬更廣泛的来源來推斷出最相關的翻譯，提高翻譯的質量。然後將結果重新排列並组成基於人類語言的語法翻译。GNMT提出的系統學習架構通過Google翻譯支持的語言進行了測試。GNMT沒有創建自己的普遍語言，而是針對許多語言之間發現的共同點，因此心理學家和語言學家比計算機科學家对此更感興趣。2016年，Google翻譯的其中八種語言开始尝试使用此系统，包括英語，法語，德語，西班牙語，葡萄牙語，中文，日语，韓語和土耳其語。2017年3月，增加了俄语、印地语和越南语。同月，因谷歌翻譯社群的幫助下，添加了對希伯來語和阿拉伯語的支持。2017年4月底，增加了9種印度语言的支持，包括印度語，孟加拉語，马拉地语，古吉拉特語，旁遮普語，泰米爾語，泰盧固語，馬拉雅拉姆語和康納達語。

## 零點（Zero-shot）翻译
GNMT系統改進了以前的Google翻譯系统，GNMT系統可以處理「零點翻譯」，即直接將一種語言翻譯成另一種語言（例如中文到日文）。以前Google翻譯会先將源語言翻譯成英文，然後將英文翻譯成目標語言，而不是直接從一種語言翻譯成另一種語言。